# 伯德古拉
伯德古拉（Podgora）是克羅埃西亞斯普利特-達爾馬提亞縣的一個城鎮。伯德古拉位於亞德里亞海沿岸。2001年，伯德古拉有人口1,500人。當地主要的經濟產業是旅遊業。伯德古拉地處斯普利特以南65公里，杜布羅夫尼克以北135公里處。
43°14′13″N 17°04′39″E / 43.23694°N 17.07750°E